# Biota (ecologia)

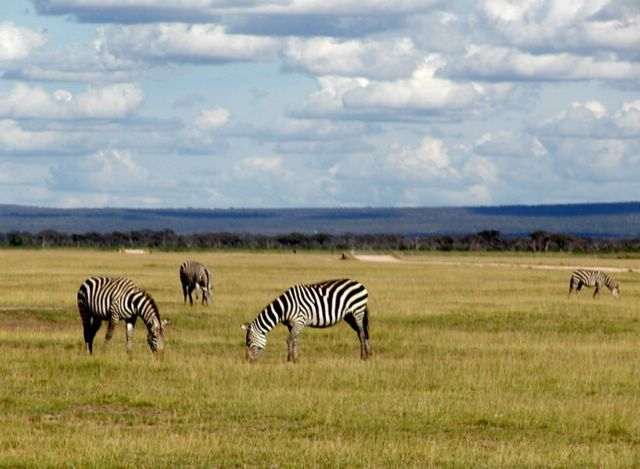
As zebras, gramíneas e árvores ao fundo são algumas das espécies componentes da biota da região onde essa foto foi tirada.

Biota (do grego βίος, bíos = vida) é o conjunto de todos seres vivos de um determinado ambiente ou de um determinado período. Pode ser empregado em múltiplas escalas, referindo-se desde o conjunto de organismos em um habitat particular (e.g., biota do rio Amazonas) até o conjunto de todos os organismos da Terra, a biota que compõe a biosfera. Apesar da sobreposição com o conceito de comunidade, o termo biota particularmente está associado ao sentido mais abrangente, onde a biota é a esfera da vida, como equivalente biológico às esferas abióticas que compõe a biosfera (litosfera, hidrosfera, criosfera e atmosfera). Por este motivo, o termo biota é utilizado para designar o conjunto de todos os organismos de determinado período geológico, como a biota ediacarana.
O termo foi primeiro empregado em seu sentido atual no início do século XX, sendo proposto formalmente por Leonhard Stejneger em 1901:
"O autor, como muitos outros escritores sobre temas semelhantes, sentiu a necessidade de um termo abrangente para incluir tanto a fauna quanto a flora, que não só irá designar o total de vida animal e vegetal de uma determinada região ou período, mas também qualquer tratado sobre os animais e plantas de qualquer área geográfica ou período geológico. Eu sugiro Biota como tal termo, não só porque o seu significado original abarca a definição acima, mas também devido à sua brevidade e relação óbvia com o termo "biologia", abrangendo a Zoologia e a Botânica." 